# Булкин, Иван Гурьянович
Ива́н Гурья́нович Бу́лкин (11 июля 1912, село Шилан — 20 января 1943, Ставрополь) — участник Великой Отечественной войны; младший лейтенант госбезопасности Советской Армии 1177-й стрелкового полка 347-й стрелковой дивизии, контрразведчик; погиб при освобождении Ставрополя. Награждён двумя орденами Красного Знамени и орденом Красной Звезды. В его честь названы улицы в Ставрополе и Самаре.

## Биография
Иван Булкин родился 11 июля 1912 года в селе Шилан Самарской губернии (ныне Самарской области). В 1927 году в селе Большая Раковка окончил школу. После окончания школы Иван вместе со своей семьёй переехал в город Самару по адресу Озёрная, 86 (в настоящее время этой улицы уже не существует).
В 1929 году Булкин устроился учеником слесаря на завод имени Масленникова и параллельно учился в Механическом техникуме по специальности «техник холодной обработки металлов». В 1933 году окончил его, к этому времени на заводе он уже стал помощником начальника цеха № 3.
Помимо учёбы и работы Булкин также проявлял интерес к общественной деятельности. С 1937 по 1939 годы он заведовал отделом Куйбышевского горкома ВЛКСМ, был секретарём комитета ВЛКСМ и заместителем секретаря партбюро своего цеха. В 1939 году кружок самодеятельности цеха № 3 под руководством Булкина занял первое место в городском смотре самодеятельности.
Иван Булкин увлекался поэзией, писал стихи, с 1929 года был членом литературного кружка. Его произведения печатались в «Волжской коммуне», в «Волжском комсомольце», разнообразных журналах и литературных альманахах. В 1934 году имя Булкина было упомянуто на первом краевом съезде писателей Средней Волги. Также занимался в парашютном отряде ОСОАВИАХИМа.
В 1940 году Иван женился и вскоре у молодых супругов родилась дочь — Людмила.

## Участие в Великой Отечественной войне
В 1941 году Иван добровольцем по должности мастер завода имени Масленникова вступил в ряды РККА, был направлен в школу НКВД. По окончании был назначен уполномоченным в запасной артиллерийский дивизион Северо-Кавказского военного округа, а затем в 1177-й стрелковый полк 347-й стрелковой дивизии 44 Армии Закавказского и Южного фронтов. С января 1942 года был уполномоченным СМЕРШа в Донбассе.
2 августа 1942 года при прорыве вражеского окружения под Сальском Булкин личным примером поднял бойцов на бой и под сильным огнём противника вынес с поля боя тяжело раненного командира полка Рыбкина.
5 августа 1942 года немцы попытались захватить село Цветное. Булкину удалось организовать контратаку, в результате чего немцы отступили. Также Булкину удалось отбить у немцев четыре машины с боеприпасами.
Булкин участвовал в кровопролитных боях на Дону, попал в окружение, пробивался с одной из групп по Калмыцким степям и вышел из окружения в сентябре 1942 года. Иван проявил себя как отважный офицер и прошёл немало тяжёлых боёв.  За находчивость и отвагу лейтенант был награждён орденами Красного Знамени и Красной Звезды.
3 января 1943 года танковым ударом немцы пытались отрезать полк Булкина от остальной части дивизии. Булкин поднял несколько расчётов танковых ружей и повёл огонь в сторону наступающего врага. Потеряв несколько машин, немцы отступили. Кроме того, в дни январских наступательных боёв Булкин лично захватил две немецкие машины, убив двух гитлеровцев, и ещё двоих взял в плен.
Последний бой Ивана состоялся в городе Ставрополе при его освобождении. 19 января 1943 года 347-я стрелковая дивизия подошла к Ставрополю, после чего немцы начали жечь город. Ночью 20 января разведгруппа советских войн, которую возглавлял Иван Булкин, проникла в город. Солдаты вышли в район железнодорожного вокзала и разбились на группы. Ивана сопровождали автоматчик Кобзарь и сержант разведроты Шаров. Их группа вскоре столкнулась с немецкими солдатами и Булкин был дважды ранен, но из боя не вышел. Поднявшись к верхней части проспекта Сталина (ныне улицы Карла Маркса) они столкнулись с факельщиками, которые поджигали здания города. В перестрелке Булкин был ещё раз ранен. Его подобрали местные жители и унесли во двор дома № 92, где пытались оказать ему помощь. Последняя рана оказалась смертельной и Булкин скончался. 21 января 1943 года город Ставрополь был освобождён от немецких захватчиков.
Отряд Булкина истребил почти 150 немецких солдат, подбил один танк, одну бронемашину, 58 автомашин и обеспечил взятие города с малыми потерями. Младший лейтенант госбезопасности Иван Булкин посмертно был награждён орденом Красного Знамени.
9 мая 1959 года в городе Ставрополь состоялась торжественная церемония перезахоронения останков Булкина с Успенского кладбища на Даниловское. Ставропольский горсовет заказал в Художественном фонде СССР скульптурную композицию: солдат, партизан, комсомолка и пионер возлагают венок на могилу солдата. Этот памятник и был установлен на могиле Ивана Булкина.
В 1959 году друг и соратник Ивана Булкина по литературному кружку Николай Трофимович Евстропов подал ходатайство на присвоение Ивану Гурьяновичу Булкину звания «Герой Советского Союза», но ни в одном официальном источнике информации о присвоении нет.

## Память
- Решением Ставропольского исполкома горсовета от 13 мая 1943 года Торговая улица в центре Ставрополя стала носить имя Ивана Булкина[3].
- С 12 марта 1964 года в городе Куйбышеве улица Озёрная, на которой ранее жил Булкин, стала называться его именем (в настоящее время эта улица полностью снесена)[3].
- В 1986 году решением Куйбышевского горисполкома имя в честь Ивана Булкина получил бывший 6-й проезд[1].
- 8 мая 1969 года на здании средней общеобразовательной школы № 5 города Ставрополь (сегодня лицей № 5) была установлена мемориальная доска в память об Иване Гурьяновиче Булкине[5].
- В 1971 году рабочие завода имени Масленникова кинематографисты-любители С. Якубович, Н. Забгалов и Ю. Гоголев посвятили Ивану Булкину фильм «Подвига след»[1].
- В декабре 2018 года в Самаре на здании «Поволжского Государственного колледжа», который был частью завода имени Масленникова, была установлена мемориальная доска[17].
- Майя Борисова (советская поэтесса) посвятила Ивану Булкину одно из своих произведений «Баллада о горячих строках»[16].